# Firefighter (chanson)
Pour les articles homonymes, voir Firefighter.
Singles de Nutsa Buzaladze
L.O.V.E
(2023)
Chansons représentant la Géorgie au Concours Eurovision de la chanson
Echo  de Iru
(2023)
Firefighter est une chanson de la chanteuse géorgienne Nutsa Buzaladze. Elle  a été sélectionnée pour représenter la Géorgie au Concours Eurovision de la chanson 2024.

## Composition
La  chanson est écrite par Ada Skitka  et Darko Dimitrov. Le titre de la chanson est révélé le 6 mars 2024 et la chanson sort cinq jours plus tard le 11 mars 2024, produite par le label Stop Talking. Elle s'accompagne d'un clip vidéo réalisé par Zaza Orashvili.

## Eurovision 2024

### Sélection interne
Le diffuseur géorgien GPB confirme sa participation à l'Eurovision 2024 le 15 septembre 2023 mais sans évoquer le mode de sélection de son représentant . Le 12 janvier 2024, Nutsa Buzaladze est annoncée comme représentante du pays pour l'Eurovision 2024. Le processus d'écriture de la chanson commence dès le lendemain. À la mi-février 2024, il est annoncé que l'auteur-compositeur macédonien Darko Dimitrov rejoint le groupe des auteurs de la chanson que Nutsa chanterait au concours. La chanson est finalement révélée le 11 mars 2024 sur YouTube

### À l'Eurovision
Qualifiée pour la finale du 11 mai 2024, elle termine 21e sur 25.